# Eberardo I di Württemberg (duca)
Eberardo I di Württemberg duca del Württemberg, già Eberardo V, conte di Württemberg-Urach (Urach, 11 dicembre 1445 – Tubinga, 24 febbraio 1496), fu il primo duca della dinastia dei Württemberg che riunificò le due contee (Württemberg-Stoccarda e Württemberg-Urach) e sotto un unico ducato.

## Biografia

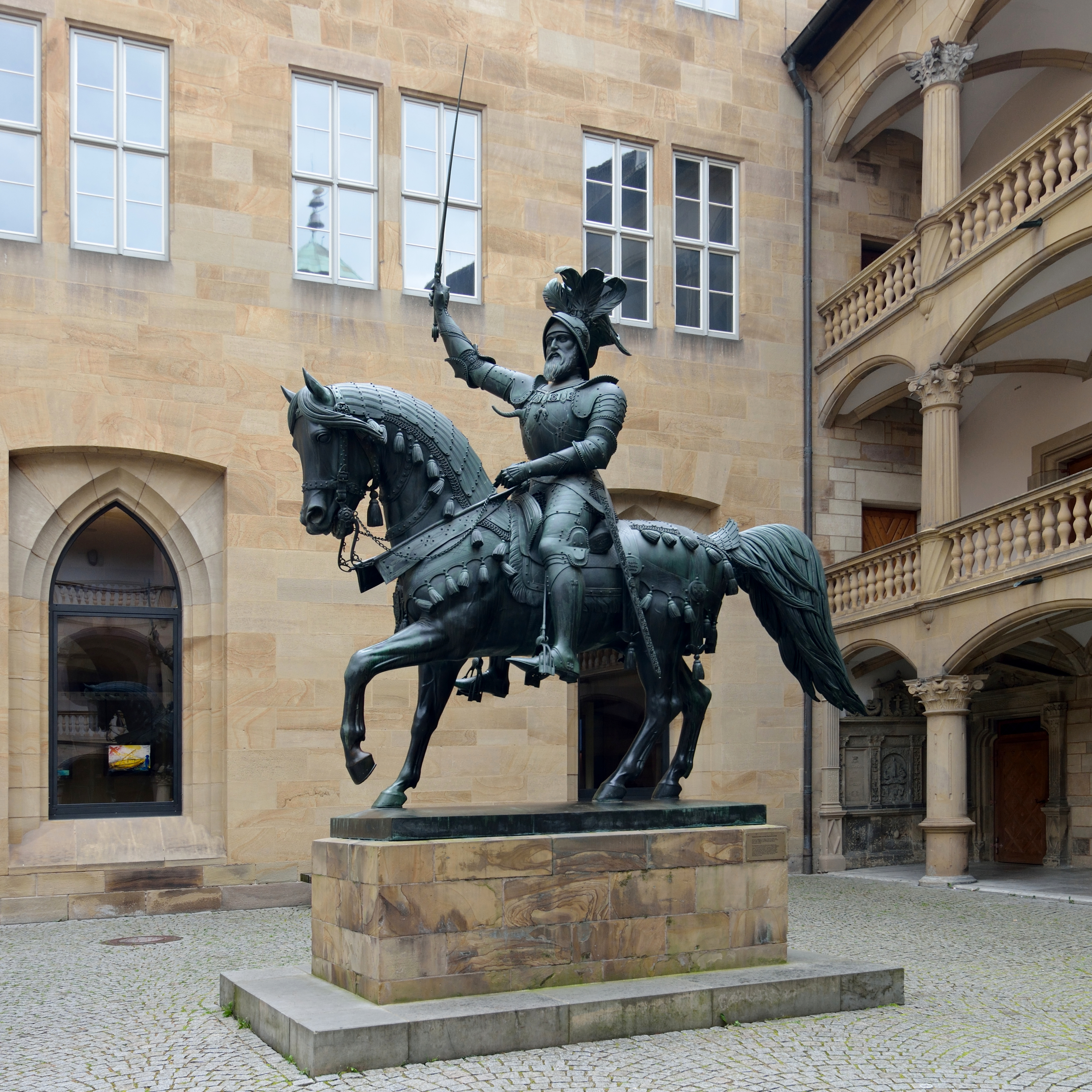
Monumento ad Eberardo I nel cortile del Castello vecchio in Stoccarda

Eberardo detto "il Barbuto" era figlio di Ludovico I, conte di Württemberg-Urach e di Mechthilde, contessa del Palatinato. Divenne conte di Württemberg-Urach nel 1459, succedendo al fratello Ludovico II di Württemberg-Urach, (1450 - 1457), dopo due anni di reggenza della madre Mechthilde.
Nel 1474 contrasse uno sfarzoso matrimonio con la nobildonna italiana Barbara Gonzaga (1456 – 1503), figlia di Ludovico II Gonzaga, marchese di Mantova, appartenente ad un prestigioso e ricco casato del nord Italia. La coppia ebbe solo una figlia, deceduta che era ancora lattante.
Eberardo introdusse nel paese i “Fratelli della vita comunitaria”, le comunità della cosiddetta devotio moderna favorendo la creazione di comunità di questo tipo in Urach, Dettingen an der Erms, Herrenberg, Einsiedel.
Sebbene non conoscesse il latino, apprezzava molto la formazione letteraria e fece tradurre un gran numero di opere latine in lingua tedesca. Favorì anche la diffusione della conoscenza di Pico della Mirandola e Marsilio Ficino. I resti della sua ricca biblioteca sono rimasti intatti. Nel 1477 fondò l'Università di Tübingen.
Il 15 dicembre 1482, con il trattato di Mümsingen, stipulato con il conte di Württemberg-Stoccarda Eberardo VI, riuscì a riunificare le due parti del Württemberg: il Württemberg-Urach ed il Württemberg-Stoccarda. Trasferì la residenza a Stoccarda e governò sulla contea riunita. Il 21 luglio 1495 Eberardo fu elevato al livello nobiliare di Duca dalla Dieta di Worms presieduta dall'imperatore Massimiliano I.
Eberardo non lasciò eredi ed alla sua morte gli successe nel governo del ducato Eberardo II, già Eberardo VI di Württemberg-Stuttgart  (1447 – 1504), figlio di Ulrico V.

## Discendenza
Eberardo e Barbara ebbero soltanto una bambina, morta in fasce:
- Barbara (Urach, 2 agosto 1475-dopo il 15 ottobre 1475).

## Ascendenza
|                                                  |                        |                                                | Genitori                                      |  |  | Nonni |  |  | Bisnonni                           |  |  | Trisnonni             |  |
|                                                  |                        |                                                |                                               |  |  |       |  |  | Eberardo III, conte di Württemberg |  |  | Ulrico di Württemberg |  |
|                                                  |                        |                                                |                                               |  |  |       |  |  | Eberardo III, conte di Württemberg |  |  | Ulrico di Württemberg |  |
|                                                  |                        | Elisabetta di Baviera                          |                                               |  |  |       |  |  | Eberardo III, conte di Württemberg |  |  |                       |  |
| Eberardo IV, conte di Württemberg                |                        |                                                |                                               |  |  |       |  |  | Eberardo III, conte di Württemberg |  |  |                       |  |
|                                                  |                        | Antonia Visconti                               | Bernabò Visconti, signore di Milano           |  |  |       |  |  |                                    |  |  |                       |  |
|                                                  |                        | Antonia Visconti                               | Bernabò Visconti, signore di Milano           |  |  |       |  |  |                                    |  |  |                       |  |
|                                                  |                        | Antonia Visconti                               | Regina della Scala                            |  |  |       |  |  |                                    |  |  |                       |  |
| Ludovico I, conte di Württemberg-Urach           |                        | Antonia Visconti                               |                                               |  |  |       |  |  |                                    |  |  |                       |  |
|                                                  |                        | Enrico II di Mömpelgard                        | Stefano, conte di Mömpelgard                  |  |  |       |  |  |                                    |  |  |                       |  |
|                                                  |                        | Enrico II di Mömpelgard                        | Stefano, conte di Mömpelgard                  |  |  |       |  |  |                                    |  |  |                       |  |
|                                                  |                        | Enrico II di Mömpelgard                        | Margherita di Châlons-Arlay                   |  |  |       |  |  |                                    |  |  |                       |  |
| Enrichetta, contessa di Mömpelgard               |                        | Enrico II di Mömpelgard                        |                                               |  |  |       |  |  |                                    |  |  |                       |  |
|                                                  |                        | Maria di Châtillon, viscontessa di Blaigny     | Gualtiero X di Chatillon, visconte di Blaigny |  |  |       |  |  |                                    |  |  |                       |  |
|                                                  |                        | Maria di Châtillon, viscontessa di Blaigny     | Gualtiero X di Chatillon, visconte di Blaigny |  |  |       |  |  |                                    |  |  |                       |  |
|                                                  |                        | Maria di Châtillon, viscontessa di Blaigny     | Giovanna di Coucy                             |  |  |       |  |  |                                    |  |  |                       |  |
| Eberardo I, duca di Württemberg                  |                        | Maria di Châtillon, viscontessa di Blaigny     |                                               |  |  |       |  |  |                                    |  |  |                       |  |
|                                                  | Roberto, re dei Romani | Roberto II, elettore e conte palatino del Reno |                                               |  |  |       |  |  |                                    |  |  |                       |  |
|                                                  | Roberto, re dei Romani | Roberto II, elettore e conte palatino del Reno |                                               |  |  |       |  |  |                                    |  |  |                       |  |
|                                                  | Roberto, re dei Romani | Beatrice di Sicilia                            |                                               |  |  |       |  |  |                                    |  |  |                       |  |
| Ludovico III, elettore e conte palatino del Reno | Roberto, re dei Romani |                                                |                                               |  |  |       |  |  |                                    |  |  |                       |  |
|                                                  |                        | Elisabetta di Norimberga                       | Federico V, burgravio di Norimberga           |  |  |       |  |  |                                    |  |  |                       |  |
|                                                  |                        | Elisabetta di Norimberga                       | Federico V, burgravio di Norimberga           |  |  |       |  |  |                                    |  |  |                       |  |
|                                                  |                        | Elisabetta di Norimberga                       | Elisabetta di Meißen                          |  |  |       |  |  |                                    |  |  |                       |  |
| Matilde del Palatinato                           |                        | Elisabetta di Norimberga                       |                                               |  |  |       |  |  |                                    |  |  |                       |  |
|                                                  |                        | Amedeo di Savoia-Acaia, signore del Piemonte   | Giacomo di Savoia-Acaia, signore del Piemonte |  |  |       |  |  |                                    |  |  |                       |  |
|                                                  |                        | Amedeo di Savoia-Acaia, signore del Piemonte   | Giacomo di Savoia-Acaia, signore del Piemonte |  |  |       |  |  |                                    |  |  |                       |  |
|                                                  |                        | Amedeo di Savoia-Acaia, signore del Piemonte   | Margherita di Beaujeu                         |  |  |       |  |  |                                    |  |  |                       |  |
| Matilde di Savoia-Acaia                          |                        | Amedeo di Savoia-Acaia, signore del Piemonte   |                                               |  |  |       |  |  |                                    |  |  |                       |  |
|                                                  |                        | Caterina di Ginevra                            | Amedeo III, conte di Ginevra                  |  |  |       |  |  |                                    |  |  |                       |  |
|                                                  |                        | Caterina di Ginevra                            | Amedeo III, conte di Ginevra                  |  |  |       |  |  |                                    |  |  |                       |  |
|                                                  |                        | Caterina di Ginevra                            | Matilde d'Alvernia                            |  |  |       |  |  |                                    |  |  |                       |  |
|                                                  |                        | Caterina di Ginevra                            |                                               |  |  |       |  |  |                                    |  |  |                       |  |